# Baby I Need Your Loving
Singles de Four Tops
Pennies from Heaven
(1962) Without the One You Love (Life's Not Worth While)
(1964)
Baby I Need Your Loving est une chanson du groupe vocal masculin noir américain The Four Tops. C'était leur premier hit sur le label Motown.
Publiée en single (sous le label Motown) en juillet 1964, la chanson a atteint la 11e place du Hot 100 du magazine musical américain Billboard, passant en tout 12 semaines dans le chart. La chanson sera aussi incluse dans le premier album studio des Four Tops, Four Tops, qui sortira en janvier 1965.
En 2004, Rolling Stone a classé cette chanson, dans la version originale des Four Tops, 390e sur sa liste des « 500 plus grandes chansons de tous les temps ». (En 2010, le magazine rock américain a mis à jour sa liste, maintenant la chanson est 400e.)

## Composition
La chanson a été écrite et l'enregistrement des Four Tops a été produit par Brian Holland, Lamont Dozier et Eddie Holland.

## Version de Johnny Rivers
Singles de Johnny Rivers
Poor Side of Town
(1966) The Tracks of My Tears
(1967)
La chanson a été notamment reprise par Johnny Rivers. Publiée en single, sa version a atteint la 3e place du Hot 100 de Billboard (en mars 1967). Elle sera aussi incluse dans le troisième album studio de Johnny Rivers, Rewind, qui sortira la même année.